# XG3: Extreme-G Racing
XG3: Extreme-G Racing ou Extreme-G 3 (aussi abrégé XGIII) est un jeu vidéo de course futuriste sorti en 2001 sur PlayStation 2 et GameCube. Le jeu a été développé par Acclaim Cheltenham et édité par Acclaim Entertainment.